# Cathrin Klingsöhr-Leroy
Cathrin Klingsöhr-Leroy (* 1958 in Bramsche) ist eine deutsche Kunsthistorikerin. Von 2010 bis 2024 leitete sie das Franz Marc Museum in Kochel am See.

## Leben und Leistungen
Cathrin Klingsöhr-Leroy studierte Kunstgeschichte, Klassische Archäologie und Deutsche Literaturwissenschaft in Regensburg, Bonn und Paris. Sie promovierte 1987 an der Rheinischen Friedrich Wilhelms-Universität in Bonn mit einer Dissertation über „Das französische Künstlerbildnis des Grand Siècle.“
Nach einem zweijährigen Postdoktorandenstipendium der DFG absolvierte sie von 1989 bis 1991 das Volontariat bei den Bayerischen Staatsgemäldesammlungen, der Staatlichen Graphischen Sammlung München und dem Bayerischen Nationalmuseum in München.
Von 1991 bis 1993 war sie wissenschaftliche Mitarbeiterin der Pinakothek der Moderne, ab 1993 Kuratorin der Fritz-Winter-Stiftung bei den Bayerischen Staatsgemäldesammlungen. Von 2010 bis 2024 leitete sie das Franz Marc Museum in Kochel am See als Direktorin und Geschäftsführerin der Franz Marc Museumsgesellschaft.
Sie nimmt Lehraufträge an der Ludwig-Maximilians-Universität München wahr.

## Publikationen
- Die Kunstsammlung der «Académie Royale de Peinture et de Sculpture» in Paris. Selbstverständnis und Krise der Akademie in der Programmschrift des Nicolas Guérin, in: Zeitschrift für Kunstgeschichte, 1986, Bd. 49, S. 556–578
- Reproductions gravées des portraits d´artistes du Grand Siècle, du XVIIe au XIXe siècle, in: Nouvelles de l`Estampe, 1991, Nr. 117, S. 30–39
- Katalog und Kommentar der ausgestellten Werke, in: Lovis Corinth. Prints, drawings and watercolors from the family collection, Kat.Ausst. National Academy of Design, New York, New York 1992
- Paul Klee: Vogelgarten, 1924, in: Paul Klee: Wachstum der Nachtpflanzen, Vogelgarten, Patrimonia 65, 1992, S. 42–54 (Hg. Kulturstiftung der Länder)
- Paul Klee . Staatsgalerie moderner Kunst. Kunstwerke 2, Hg. Bayerische Staatsgemäldesammlungen. Staatsgalerie moderner Kunst München, München 1994
- „Es werde Licht“. Gedanken zur Farbe im Werk Paul Klees, in: Kat.Ausst. Sammlung Etta und Otto Stangl. Von Klee bis Poliakoff. Staatsgalerie moderner Kunst München, München 1993/94, S. 359–364
- Paul Klee in der Pinakothek der Moderne. Bestandskataloge zur Kunst des 20. Jahrhunderts, Band 2., Hg.Bayerische Staatsgemäldesammlungen. Pinakothek der Moderne, Ostfildern-Ruit 1999
- Der Künstler als „Seher“. Paul Klee, Fritz Winter und Novalis, in: Kat.Ausst. Licht und Dunkel. Zum 200. Todestag von Novalis, Staatliche Galerie Moritzburg, Halle 2001, S. 62–68
- Das Künstlerbildnis des Grand Siècle in Malerei und Graphik. Vom Noble Peintre zum Pictor Doctus, Paderborn 2003
- Zwischen den Zeilen. Dokumente zu Franz Marc, Ostfildern-Ruit 2005
- Surrealismus, Epochen des 20. Jahrhunderts. Kleine Reihe (Taschen), Köln 2004
- Die Pinakothek der Moderne. Malerei, Skulptur, Fotografie, Videokunst, London (Scala) und München (Beck) 2005
- Deklination des Begehrens. Picassos Illustrationen zu Fernando de Rojas`Drama La Célestine, in: Kat. Ausst. Picasso. Künstlerbücher München, Dresden 2010/11, S. 148–157
- Paul Klees Selbstinszenierung. Der blinde Maler, in: Festschrift für Wolfgang Wittrock, Privatdruck Berlin 2012, S. 161–165
- Paul Klee, Reihe Junge Kunst (Klinkhardt und Biermann), München 2012
- Franz Marc, Reihe Junge Kunst (Klinkhardt und Biermann), München 2013
- Franz Marc. Briefe aus dem Feld 1914 – 1916, Hg. und Einführung Cathrin Klingsöhr-Leroy, München 2014
- Malen lernen – Zur Farbe im Werk Gabriele Münters, in: Kat.Ausst. Kontur, Farbe, Licht: Das Wesentliche zeigen. Gabriele Münter 1877–1962, Hannover 2015, S. 25–29
- Kontroverse Positionen. Franz Marc und Max Beckmann., in: Kat.Ausst. Beckmann und Berlin, Berlin 2015, S. 76–83
- En équilibre. Paul Klee au Bauhaus, in: Kat.Ausst. Paul Klee. L´Ironie à l´Oeuvre. Paris 2016, S. 126–130
- Paul Klee. Wege im Bild. Konstruktionen der Zeit, in: Kat.Ausst. Paul Klee. Konstruktion des Geheimnisses. München 2018, S. 88–97
- Romanische Lebensfreude und deutscher Tiefsinn, August Macke, Franz Marc und ihr Verhältnis zur französischen Malerei, in: Kat.Ausst. Der Blaue Reiter, Basel 2016, S. 164–169
- Franz Marc Museum. Die Sammlung, Hg. Cathrin Klingsöhr-Leroy, München 2018
- „Aber wir sind doch wohl mehr als Kuriositäten für reiche Snobs“ Paul Klees Engagement für die Münchner Räterepublik, in: Wissenschaft Macht Politik. Hg. Annette Meyer und Julia Schreiner, Göttingen 2020, S. 116–132
- Der „Blaue Reiter“ – Inspiration und Rezeption, in: Deutschland. Globalgeschichte einer Nation, hg. Andreas Fahrmeir, München 2020, S. 284–287

### Ausstellungskataloge
- Franz Marc und Fritz Winter. Bilder zum Krieg,  Staatsgalerie moderner Kunst, München, Ostfildern-Ruit 1996
- Der Vollmond. Neun nächtliche Landschaften von Paul Klee, Staatsgalerie moderner Kunst München, Ostfildern-Ruit 1999
- Klee-Winter-Kirchner. 1927 – 1934, Westfälisches Landesmuseum, Münster; Neue Pinakothek, München; Ostfildern-Ruit 2001
- Naum Gabo – Fritz Winter 1930 – 1940, Museum Folkwang, Essen; Stiftung Moritzburg, Kunstmuseum des Landes Sachsen-Anhalt, Halle; Ostfildern-Ruit 2003
- Triebkräfte der Erde. Winter, Klee, Marc, Beuys, Kirkeby, Pinakothek der Moderne, München, Köln 2005
- Lovis Corinth. Seelenlandschaften. Walchenseebilder und Selbstbildnisse, Franz Marc Museum, Kochel a. See, Köln 2009
- Der große Widerspruch. Franz Marc zwischen Delaunay und Rousseau, Franz Marc Museum, Kochel a. See, Berlin, München 2009
- Paul Klee und Franz Marc. Dialog in Bildern, Franz Marc Museum, Kochel a. See, Stiftung Moritzburg; Kunstmuseum des Landes Sachsen-Anhalt, Halle; Zentrum Paul Klee, Bern, Zürich 2010
- Franz Marc und Joseph Beuys. Im Einklang mit der Natur, Franz Marc Museum, Kochel a.See; Sinclair Haus, Bad Homburg; München 2011
- Else Lasker-Schüler. Gestirne und Orient, Franz Marc Museum, Kochel a. See, München 2012
- Max Beckmann. Kleine Stillleben, Franz Marc Museum, Kochel a. See, Berlin, München 2013
- Georg Baselitz. Tierstücke: Nicht von dieser Welt, Franz Marc Museum, Kochel a. See, München 2014
- „Schöne Aussichten“. Der Blaue Reiter und der Impressionismus, Franz Marc Museum, Kochel a. See, München 2015
- Franz Marc. Utopie und Apokalypse, Franz Marc Museum, Kochel a. See, München 2016
- Blaues Land und Großstadtlärm. Ein expressionistischer Spaziergang durch Kunst und Literatur, Franz Marc Museum, Kochel am See; Fondazione Gabriele und Anna Braglia, Lugano; München 2017
- Lektüre. Bilder vom Lesen – vom Lesen der Bilder, Franz Marc Museum, Kochel am See, München 2018
- Anthony Cragg. Skulpturen und Zeichnungen / Sculptures and Drawings, Franz Marc Museum, Kochel am See, München 2019
- Anselm Kiefer. Opus Magnum, Franz Marc Museum, Kochel am See, München 2020

## Ausstellungen
- Franz Marc und Fritz Winter. Bilder zum Krieg, 1996, Staatsgalerie moderner Kunst, München 1996,
- Der Vollmond. Neun nächtliche Landschaften von Paul Klee, 1999/2000, Staatsgalerie moderner Kunst München
- Klee-Winter-Kirchner. 1927 – 1934, 2001, Westfälisches Landesmuseum, Münster 2001, Neue Pinakothek, München
- Naum Gabo – Fritz Winter 1930–1940, 2003 / 2004, Museum Folkwang, Essen
- Naum Gabo – Fritz Winter 1930–1940, 2004, Stiftung Moritzburg, Kunstmuseum des Landes Sachsen-Anhalt, Halle
- Triebkräfte der Erde. Winter, Klee, Marc, Beuys, Kirkeby, 2005 / 2006, Pinakothek der Moderne, München
- Lovis Corinth. Seelenlandschaften. Walchenseebilder und Selbstbildnisse, 2009, Franz Marc Museum, Kochel a. See
- Der große Widerspruch. Franz Marc zwischen Delaunay und Rousseau, 2009, Franz Marc Museum, Kochel a. See
- Paul Klee und Franz Marc. Dialog in Bildern, 2010, Franz Marc Museum, Kochel a. See
- Paul Klee und Franz Marc. Dialog in Bildern, 2010/11, Stiftung Moritzburg, Kunstmuseum des Landes Sachsen-Anhalt, Halle
- Paul Klee und Franz Marc. Dialog in Bildern, 2011, Zentrum Paul Klee, Bern
- Stiftung Moritzburg, Kunstmuseum des Landes Sachsen-Anhalt, Halle 2010/11
- Franz Marc und Joseph Beuys. Im Einklang mit der Natur, 2011, Franz Marc Museum, Kochel a.See
- Franz Marc und Joseph Beuys. Im Einklang mit der Natur, 2011/12, Sinclair Haus, Bad Homburg
- Else Lasker-Schüler. Gestirne und Orient, 2012/13, Franz Marc Museum, Kochel a. See
- Max Beckmann. Kleine Stillleben, 2013, Franz Marc Museum, Kochel a. See
- Georg Baselitz. Tierstücke: Nicht von dieser Welt, 2014, Franz Marc Museum, Kochel a. See
- „Schöne Aussichten“. Der Blaue Reiter und der Impressionismus, 2015, Franz Marc Museum, Kochel a. See
- Franz Marc. Utopie und Apokalypse, Ausstellungstrilogie anlässlich des 100. Todestages von Franz Marc: Das arme Land Tirol, 1913; Weidende Pferde IV, 1911; Kämpfende Formen, 1914; 2016, Franz Marc Museum, Kochel a. See
- Blaues Land und Großstadtlärm. Ein expressionistischer Spaziergang durch Kunst und Literatur, 2017, Franz Marc Museum, Kochel am See
- Blaues Land und Großstadtlärm. Ein expressionistischer Spaziergang durch Kunst und Literatur, 2017/18, Fondazione Gabriele und Anna Braglia, Lugano
- Lektüre. Bilder vom Lesen – vom Lesen der Bilder, 2018, Franz Marc Museum, Kochel am See, 2018
- Anthony Cragg. Skulpturen und Zeichnungen / Sculptures and Drawings, 2019, Franz Marc Museum, Kochel am See 2019
- Anselm Kiefer. Opus Magnum, 2020, Franz Marc Museum, Kochel am See